# Dyspessa fantolii
Dyspessa fantolii is een vlinder uit de familie van de Houtboorders (Cossidae). De wetenschappelijke naam van deze soort is voor het eerst voorgesteld door Giorgio Krüger in een publicatie uit 1934.
De soort komt voor in Libië.